# Янковский, Иосиф
Ио́сиф Янко́вский (пол. Józef Jankowski SAC, 17 ноября 1910, Чичковы, Поморское воеводство — 16 октября 1941, концлагерь Биркенау) — блаженный Римско-католической церкви, священник, монах из конгрегации паллотинцев, мученик. Входит в число 108 блаженных польских мучеников, беатифицированных римским папой Иоанном Павлом II во время его посещения Варшавы 13 июня 1999 года.

## Биография
2 августа 1936 года был рукоположён в сан священника, после чего занимался преподавательской деятельностью в средних школах в городе Ожаров. В сентябре 1939 года был назначен секретарём организации «Комитет Помощи детям», также исполнял пастырскую деятельность среди военных.
Был арестован Гестапо в мае 1941 года и интернирован в концентрационный лагерь Освенцим, где умер 16 октября 1941 года от рук надзирателя. Его концентрационный номер — 16895.

## Прославление
13 июня 1999 года был беатифицирован римским папой Иоанном Павлом II вместе с другими польскими мучениками Второй мировой войны.
День памяти — 12 июня.

## Источник
- Henryk Kietliński: Błogosławiony ksiądz Józef Jankowski. Włocławek: Wydaw. Duszpasterstwa Rolników, 2001. ISBN 83-88743-38-4.